# St. Martinus (Trier-Zewen)
Die Kirche St. Martinus ist eine römisch-katholische Pfarrkirche in Zewen, Stadt Trier in Rheinland-Pfalz. Sie ist Martin von Tours geweiht.

## Geschichte

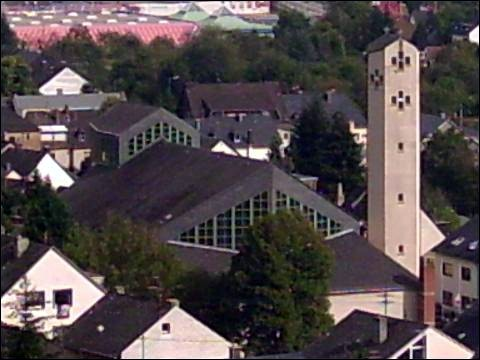
Die Zewener Pfarrkirche St. Martinus

Standort: 49° 43′ 11″ N, 6° 34′ 39″ O
Die heutige Zewener Pfarrkirche wurde 1957–1959 errichtet. Damit der Altar, wie in vielen Kirchenneubauten der damaligen Zeit, den Mittelpunkt bildet, wurde das Kirchenschiff breit gehalten und die Seitenmauern blieben fensterlos. Nur von der Westseite her, von einem riesigen Chorfenster, und aus einer Lichtlaterne über dem Altarraum dringt Licht in den Kirchensaal. Man verlegte die Sakristei in den Westchor, damit der Priester beim Einzug durch die gesamte Gemeinde schreiten kann. Die Dachkonstruktion lässt den Blick frei auf die schrägen Dachflächen und das Gebälk. Die nördliche Seitenwand steckt drei Meter tief im Berg, deshalb führt der Seiteneingang über eine Treppe in die Kirche. Weitere An- und Ausbauten folgten: 1974 wurde am Eingang der Kirche eine Marienkapelle eingebaut, 1976 wurde eine überlebensgroße Kreuzigungsgruppe im bisher leeren Chorraum aufgestellt, 1977–1978 wurde die Kirche innen mit Ziegelsteinen verkleidet, eine neue Heizung eingebaut sowie ein neues Fenster an der Südseite eingebrochen, 1981 wurde eine neue Orgel installiert, und 1986 waren die Bauarbeiten abgeschlossen, als die drei Glocken von einem neu erbauten freistehenden Glockenturm (Campanile) läuteten.

### Vorgängerbauten

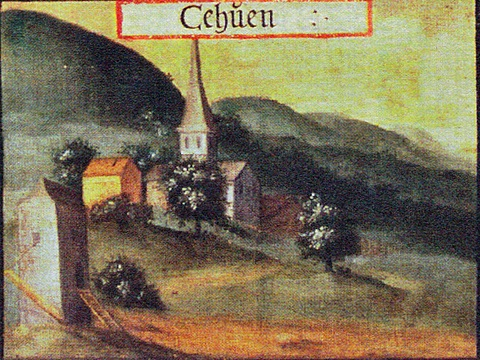
Erste Zewener Pfarrkirche auf dem Trierer Gerichtsbild von 1589

Die erste Zewener Pfarrkirche stand auf einer Böschungsmauer aus schweren Hausteinen an der Einmündung der Kirchen- in die Kordelstraße (ehemaliger Standort: 49° 43′ 23″ N, 6° 34′ 38″ O). Die Lage auf dem Hügel inmitten eines Friedhofes entsprach der der alten Pfarrkirche von Igel. Die Bauzeit der Kirche ist unbekannt, um 1330 wird erstmals die Pfarrei erwähnt; man geht davon aus, dass auch die Kirche um diese Zeit gebaut wurde.
Das Aussehen der Kirche ist durch ein Gerichtsbild aus dem Jahr 1589 überliefert, das im Auftrag des Trierer Kurfürsten Johann von Schöneberg gemalt wurde und im Museum Simeonstift in Trier hängt. Danach war sie eine einschiffige, kleine Kirche, deren Schiff in der Mitte des Daches einen weithin sichtbaren Kirchturm trug. Als 1805 Zewen eigenständige Pfarrei wurde, empfand man die Kirche als zu klein. Sie wurde 1819 nach dem Bau einer neuen Kirche abgerissen. Der Friedhof wurde noch bis 1888 genutzt, im Jahre 1917 eingeebnet und das Grundstück 1923 öffentlich versteigert.

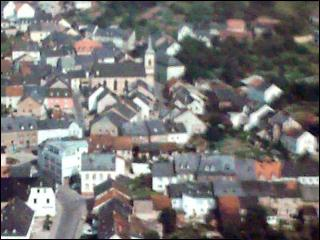
Zweite Zewener Pfarrkirche auf einem Luftbild von 1970

Die zweite Zewener Pfarrkirche stand im Ortskern von Zewen, an der Kreuzung von Kirchenstraße, Hohlstraße und Dürerstraße (ehemaliger Standort: 49° 43′ 19″ N, 6° 34′ 45″ O) und wurde im Jahre 1819 geweiht. Sie war ein vierachsiger Saalbau mit flach dreiseitigem Chorschluss und einem weithin sichtbaren Westturm. Die Zewener hatten bei diesem Kirchenneubau erhebliche Eigenleistung auf sich genommen. Große Mengen Hau- und Bausteine wurden herangeschafft, der Schiefer wurde aus der Grube zu Fell herangefahren; 25 Tannen stammten aus dem Gemeindewald. 126 Jahre lang versammelt sich die Gemeinde in dem neuen Gotteshaus, bis am Ende des Zweiten Weltkrieges, am 13. Januar 1945, bei dem verheerenden Bombenangriff auf Trier auch in Zewen Bomben fielen. Obwohl nicht direkt getroffen, stürzte das Dach und die Decke der Kirche durch Druckwellen von in der Nachbarschaft niedergegangenen Bomben ein und zerstörte die gesamte Inneneinrichtung.
Im Jahre 1948 wurde die Kirche wieder instand gesetzt, wobei man auf die Ausschmückungen der Vorkriegszeit verzichtete. Obwohl Ende 1948 der Gottesdienstbetrieb wieder aufgenommen werden konnte, erwies sich die Kirche bei der starken Bevölkerungszunahme bald als zu klein. Mitten im Ort gebaut, umgeben von Straßen und Häusern, war an eine Erweiterung nicht zu denken. So kam es zum Bau der dritten Pfarrkirche in der Lindscheidstrasse im Jahre 1959; die alte Kirche sollte als Pfarrheim umgebaut werden. Im Jahre 1961 wurde jedoch in der Straße hinter der Kirche ein Kanalisationsgraben angelegt, woraufhin die Fundamente der Kirche zu rutschen begannen. Der Chorraum wurde abgerissen, die Kirche stabilisiert. Doch mangels Geld und Interesse scheiterte der Umbau zum Pfarrheim; am 2. Mai 1975 begann der Abriss der zweiten Zewener Kirche. Auf dem inoffiziell Alter Kirchplatz genannten Platz befindet sich heute ein Parkplatz sowie der Biergarten eines benachbarten Gastronomiebetriebes. Erst 1998 wurde ein Gedenkstein enthüllt, der an die Kirche erinnert.

## Zewener Glocken

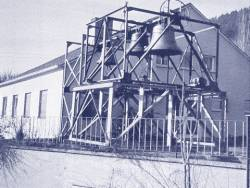
Die drei Zewener Glocken mit provisorischem Glockenstuhl (bis 1986)

In der Glockenstube des Zewener Kirchturmes hängen drei Glocken, Platz für eine vierte Glocke ist vorhanden.
Die Daten der Glocken im Einzelnen:
1. Marienglocke, Gewicht: 270 kg, gegossen: 1432
2. Martinusglocke, Gewicht: 500 kg, gegossen: 1685 (umgegossen 1978)
3. Christusglocke, Gewicht: 850 kg, gegossen: 1978

Der Zewener Chronik ist zu entnehmen, dass die kleine Glocke ursprünglich nicht für Zewen bestimmt war; die genaue Herkunft ist nicht mehr zu klären. Sicher scheint jedoch, dass sie ursprünglich für ein Kloster oder Konvent gegossen wurde, da in der Glockeninschrift das Wort Clerum zu finden ist. Wann die Glocke nach Zewen gelangte, ist unbekannt. Diese kleine Glocke läutet nie alleine, sondern ist nur zusammen mit der mittleren bzw. mit der mittleren und der großen Glocke zu hören.
Die mittlere Glocke wurde für die Pfarrei Zewen hergestellt; in der Glockengravur sind die Worte „Pfarrei Zewen 1685“ zu finden. Sie wurde während des Zweiten Weltkrieges „eingezogen“ und sollte eingeschmolzen werden. Glücklicherweise entging sie diesem Schicksal und wurde 1948 von einem Glockenfriedhof in Hamburg wieder zurück nach Zewen gebracht. Im Jahr 1978 stellte sich heraus, dass sie ihren „Kriegseinsatz“ nicht ganz unbeschadet überstanden, sondern einen Riss bekommen hatte und umgegossen werden musste. Einzeln zu hören ist sie als sogenannte Betglocke morgens, mittags und abends.
Die große Glocke wurde – zur Vervollständigung des Geläutes – im Jahre 1978 neu gegossen; einzeln läutet sie als Totenglocke.
Auf dem nebenstehenden Bild sind alle drei Glocken auf ihrem provisorischen Glockenstuhl zu sehen, von dem sie von 1978 bis 1986 läuteten.